# Allister Loder
Allister Loder (* 1989) ist ein Verkehrsforscher und Professor für Mobility Policy an der Technischen Universität München (TUM). Zum 1. September 2025 wurde er als Mitglied in den Expertenrat für Klimafragen berufen.

## Leben
Loder studierte Mechatronik an der Technischen Universität Hamburg und Energy Science and Technology an der ETH Zürich. 2019 wurde er an der ETH Zürich im Verkehrswesen promoviert. Anfang 2020 wechselte er als Berater für Mobilitätsdaten und -simulationen zu den Schweizerischen Bundesbahnen (SBB). Von 2021 bis 2023 war Loder Postdoc am Lehrstuhl für Verkehrstechnik der TUM. 2023 gründete er eine von der Deutschen Forschungsgemeinschaft geförderte Emmy-Noether-Forschungsgruppe und wurde als Professor für Mobility Policy an die TUM berufen.

## Wirken
In Forschung und Lehre befasst sich Loder mit Mobilitätspolitik, der Bewertung von Mobilitätsinnovationen und -interventionen sowie mit mobilitätspolitischen Instrumenten auf Basis empirischer Daten und Simulationen. Zu seinen Schwerpunkten zählen Beiträge zum makroskopischen Fundamentaldiagramm und dessen Anwendung in Planung und Politik, die Untersuchung neuer Ansätze für Straßennutzungsgebühren sowie die empirische Analyse der Einführung des 9-Euro-Tickets und des Deutschlandtickets. In Scientific Reports veröffentlichte er 2019 eine Arbeit zur Kapazität urbaner Verkehrsnetze, die anhand von Daten aus über 40 Städten die Vorhersagbarkeit kritischer Netzwerkauslastungen zeigt. 2022 stellte er in Transportation Research Part A ein dreidimensionales MFD-basiertes Netzdesign-Modell vor, das Preis- und Investitionsentscheidungen in multimodalen Systemen gemeinsam analysiert. Mit der Panel-Studie Mobilität.Leben untersuchte Loder die verkehrlichen Wirkungen des 9-Euro-Tickets und setzte die Erhebung für das Deutschlandticket fort. Erste Auswertungen der TUM berichten, dass das Deutschlandticket die Autonutzung nur begrenzt verringert, zugleich aber die Attraktivität des ÖPNV steigert. Im August 2025 wurde Loder als Verkehrsforscher und Professor in München in den Expertenrat für Klimafragen berufen, dessen Aufgaben im Bundesklimaschutzgesetz festgelegt sind.